# Shuangliao
Shuangliao är en stad på häradsnivå som lyder under Sipings stad på prefekturnivå i Jilin-provinsen i nordöstra Kina.